# 新顎類
新顎類 (しんがくるい、Neognathae) は、鳥類の分類群の一つ。現生鳥類の大部分が新顎類である。

## 概要
階級は新顎上目とすることが多い。新口蓋上目とも訳す。
鳥類は原始的な古顎類と進化的な新顎類に大きく分かれる。現生鳥類の約99.5%は新顎類であり、古顎類にはダチョウなど地上性・半地上性の数科約50種が含まれるだけでる。

## 系統と分類

### 上位系統
新顎類は古顎類と姉妹群である。新顎類と古顎類は、新生代の初期に分岐したとみられる。

### 下位系統
新顎類には35の目（目は分類によって若干変わるが、ここでは分子系統の結果を受けて修正された目で扱う）が属する。それらは、キジカモ類 Galloanserae と 新鳥類 Neoaves に分かれる。キジカモ類にはキジ目とカモ目の2目、新鳥類 Neoaves にはその他の33目が含まれる。
目レベルまでの系統は完全には解けていないが、以下のような系統に分類群が提案されている（ただし landbird は正式な分類群ではない）。これらの系統は、レトロポゾンによる確実な系統か、近年の複数の研究（Hackett 2008; Mayr 2011）で支持されている系統である。キジカモ類とアマツバメヨタカ類以外は、分子系統により新たに判明した系統である。
| キジカモ類 Galloanserae         | キジカモ類 Galloanserae           | キジカモ類 Galloanserae                         | キジカモ類 Galloanserae | キジ目 Galliformes、カモ目 Anseriformes |
| 新鳥類 Neoaves                  | 新鳥類 Neoaves                    | 新鳥類 Neoaves                                  | 新鳥類 Neoaves | ネッタイチョウ目 Phaethontiformes、サケイ目 Pteroclidiformes、クイナモドキ目 Mesitornithiformes 、ハト目 Columbiformes、ジャノメドリ目 Eurypygiformes、ツメバケイ目 Opisthocomiformes、ノガン目 Otidiformes、カッコウ目 Cuculiformes、ツル目 Gruiformes、エボシドリ目 Musophagiformes、チドリ目 Charadiiformes |
|                                 | 賛鳥類 Mirandornithes             | 賛鳥類 Mirandornithes                           | 賛鳥類 Mirandornithes | カイツブリ目 Podicipediformes、フラミンゴ目 Phoenicopteriformes |
| Strisores                       | Strisores                         | Strisores                                       | ヨタカ目 Caprimulgiformes、アマツバメ目 Apodiformes | |
| 水禽類 Aequornithes             | 水禽類 Aequornithes               | 水禽類 Aequornithes                             | アビ目 Gaviiformes、ペンギン目 Sphenisciformes、ミズナギドリ目 Procellariiformes、コウノトリ目 Ciconiiformes、ペリカン目 Pelecaniformes、カツオドリ目 Suliformes          | |
| 陸鳥類 Telluraves               | 陸鳥類 Telluraves                 | 陸鳥類 Telluraves                               | ノガンモドキ目 Cariamiformes、タカ目 Falconiformes、フクロウ目 Strigiformes、ネズミドリ目 Coliiformes、オオブッポウソウ目 Leptosomatiformes、キヌバネドリ目 Trogoniformes | |
|                                 | ゲラ・ブッポウソウ類 Picocoraciae | ゲラ・ブッポウソウ類 Picocoraciae               | サイチョウ目 Bucerotiformes、キツツキ目 Piciformes、ブッポウソウ目 Coraciiformes                                                                                          | |
| 真ハヤブサ形類 Eufalconimorphae | 真ハヤブサ形類 Eufalconimorphae   | ハヤブサ目 Falconiformes                        | | |
|                                 | オウム・スズメ類 Psittacopasserae | オウム目 Psittaciformes、スズメ目 Passeriformes | | |

ただし、これらの系統の間の関係は確定していない。
やや受け入れられている説として、Ericson (2006)やEricson (2008)により、Neoaves は、全現生鳥類の約10%の種を含む Metaves と、約85%の種を含む Coronaves に分けられ、Metaves を2つ、Coronaves を3–4つ程度の大きな系統に分けられた。この系統は  Hackett (2008)でも弱くではあるが、ほぼ（ツメバケイ目の位置を除き）支持された。次の系統樹の lineage 1～6 は、Ericson (2008) による仮の系統名である。
| lineage 5 | Strisores（ヨタカ目、アマツバメ目）                                                                              |
|           | Strisores（ヨタカ目、アマツバメ目）                                                                              |
| lineage 6 | Mirandornithes（カイツブリ目、フラミンゴ目）、ネッタイチョウ目、サケイ目、クイナモドキ目、ハト目、ジャノメドリ目 |
|           | Mirandornithes（カイツブリ目、フラミンゴ目）、ネッタイチョウ目、サケイ目、クイナモドキ目、ハト目、ジャノメドリ目 |

| landbirds | \| lineage 1 \| ノガンモドキ目、Eufalconimorphae（ハヤブサ目、オウム目、スズメ目） \| \| \| ノガンモドキ目、Eufalconimorphae（ハヤブサ目、オウム目、スズメ目） \| \| lineage 2 \| タカ目、フクロウ目、ネズミドリ目、オオブッポウソウ目、キヌバネドリ目、Picocoraciae（サイチョウ目、キツツキ目、ブッポウソウ目） \| \| \| タカ目、フクロウ目、ネズミドリ目、オオブッポウソウ目、キヌバネドリ目、Picocoraciae（サイチョウ目、キツツキ目、ブッポウソウ目） \| |
|           | \| lineage 1 \| ノガンモドキ目、Eufalconimorphae（ハヤブサ目、オウム目、スズメ目） \| \| \| ノガンモドキ目、Eufalconimorphae（ハヤブサ目、オウム目、スズメ目） \| \| lineage 2 \| タカ目、フクロウ目、ネズミドリ目、オオブッポウソウ目、キヌバネドリ目、Picocoraciae（サイチョウ目、キツツキ目、ブッポウソウ目） \| \| \| タカ目、フクロウ目、ネズミドリ目、オオブッポウソウ目、キヌバネドリ目、Picocoraciae（サイチョウ目、キツツキ目、ブッポウソウ目） \| |
| lineage 3 | ノガン目、カッコウ目、ツル目、エボシドリ目、Aequornithes（アビ目、ペンギン目、ミズナギドリ目、コウノトリ目、ペリカン目） |
|           | ノガン目、カッコウ目、ツル目、エボシドリ目、Aequornithes（アビ目、ペンギン目、ミズナギドリ目、コウノトリ目、ペリカン目） |
| lineage 4 | チドリ目 |
|           | チドリ目 |
| lineage 1 | ノガンモドキ目、Eufalconimorphae（ハヤブサ目、オウム目、スズメ目） |
|           | ノガンモドキ目、Eufalconimorphae（ハヤブサ目、オウム目、スズメ目） |
| lineage 2 | タカ目、フクロウ目、ネズミドリ目、オオブッポウソウ目、キヌバネドリ目、Picocoraciae（サイチョウ目、キツツキ目、ブッポウソウ目） |
|           | タカ目、フクロウ目、ネズミドリ目、オオブッポウソウ目、キヌバネドリ目、Picocoraciae（サイチョウ目、キツツキ目、ブッポウソウ目） |

| lineage 1 | ノガンモドキ目、Eufalconimorphae（ハヤブサ目、オウム目、スズメ目）                                                             |
|           | ノガンモドキ目、Eufalconimorphae（ハヤブサ目、オウム目、スズメ目）                                                             |
| lineage 2 | タカ目、フクロウ目、ネズミドリ目、オオブッポウソウ目、キヌバネドリ目、Picocoraciae（サイチョウ目、キツツキ目、ブッポウソウ目） |
|           | タカ目、フクロウ目、ネズミドリ目、オオブッポウソウ目、キヌバネドリ目、Picocoraciae（サイチョウ目、キツツキ目、ブッポウソウ目） |

| lineage 5 | Strisores（ヨタカ目、アマツバメ目）                                                                              |
|           | Strisores（ヨタカ目、アマツバメ目）                                                                              |
| lineage 6 | Mirandornithes（カイツブリ目、フラミンゴ目）、ネッタイチョウ目、サケイ目、クイナモドキ目、ハト目、ジャノメドリ目 |
|           | Mirandornithes（カイツブリ目、フラミンゴ目）、ネッタイチョウ目、サケイ目、クイナモドキ目、ハト目、ジャノメドリ目 |

| landbirds | \| lineage 1 \| ノガンモドキ目、Eufalconimorphae（ハヤブサ目、オウム目、スズメ目） \| \| \| ノガンモドキ目、Eufalconimorphae（ハヤブサ目、オウム目、スズメ目） \| \| lineage 2 \| タカ目、フクロウ目、ネズミドリ目、オオブッポウソウ目、キヌバネドリ目、Picocoraciae（サイチョウ目、キツツキ目、ブッポウソウ目） \| \| \| タカ目、フクロウ目、ネズミドリ目、オオブッポウソウ目、キヌバネドリ目、Picocoraciae（サイチョウ目、キツツキ目、ブッポウソウ目） \| |
|           | \| lineage 1 \| ノガンモドキ目、Eufalconimorphae（ハヤブサ目、オウム目、スズメ目） \| \| \| ノガンモドキ目、Eufalconimorphae（ハヤブサ目、オウム目、スズメ目） \| \| lineage 2 \| タカ目、フクロウ目、ネズミドリ目、オオブッポウソウ目、キヌバネドリ目、Picocoraciae（サイチョウ目、キツツキ目、ブッポウソウ目） \| \| \| タカ目、フクロウ目、ネズミドリ目、オオブッポウソウ目、キヌバネドリ目、Picocoraciae（サイチョウ目、キツツキ目、ブッポウソウ目） \| |
| lineage 3 | ノガン目、カッコウ目、ツル目、エボシドリ目、Aequornithes（アビ目、ペンギン目、ミズナギドリ目、コウノトリ目、ペリカン目） |
|           | ノガン目、カッコウ目、ツル目、エボシドリ目、Aequornithes（アビ目、ペンギン目、ミズナギドリ目、コウノトリ目、ペリカン目） |
| lineage 4 | チドリ目 |
|           | チドリ目 |
| lineage 1 | ノガンモドキ目、Eufalconimorphae（ハヤブサ目、オウム目、スズメ目） |
|           | ノガンモドキ目、Eufalconimorphae（ハヤブサ目、オウム目、スズメ目） |
| lineage 2 | タカ目、フクロウ目、ネズミドリ目、オオブッポウソウ目、キヌバネドリ目、Picocoraciae（サイチョウ目、キツツキ目、ブッポウソウ目） |
|           | タカ目、フクロウ目、ネズミドリ目、オオブッポウソウ目、キヌバネドリ目、Picocoraciae（サイチョウ目、キツツキ目、ブッポウソウ目） |

| lineage 1 | ノガンモドキ目、Eufalconimorphae（ハヤブサ目、オウム目、スズメ目）                                                             |
|           | ノガンモドキ目、Eufalconimorphae（ハヤブサ目、オウム目、スズメ目）                                                             |
| lineage 2 | タカ目、フクロウ目、ネズミドリ目、オオブッポウソウ目、キヌバネドリ目、Picocoraciae（サイチョウ目、キツツキ目、ブッポウソウ目） |
|           | タカ目、フクロウ目、ネズミドリ目、オオブッポウソウ目、キヌバネドリ目、Picocoraciae（サイチョウ目、キツツキ目、ブッポウソウ目） |

| lineage 5 | Strisores（ヨタカ目、アマツバメ目）                                                                              |
|           | Strisores（ヨタカ目、アマツバメ目）                                                                              |
| lineage 6 | Mirandornithes（カイツブリ目、フラミンゴ目）、ネッタイチョウ目、サケイ目、クイナモドキ目、ハト目、ジャノメドリ目 |
|           | Mirandornithes（カイツブリ目、フラミンゴ目）、ネッタイチョウ目、サケイ目、クイナモドキ目、ハト目、ジャノメドリ目 |

| landbirds | \| lineage 1 \| ノガンモドキ目、Eufalconimorphae（ハヤブサ目、オウム目、スズメ目） \| \| \| ノガンモドキ目、Eufalconimorphae（ハヤブサ目、オウム目、スズメ目） \| \| lineage 2 \| タカ目、フクロウ目、ネズミドリ目、オオブッポウソウ目、キヌバネドリ目、Picocoraciae（サイチョウ目、キツツキ目、ブッポウソウ目） \| \| \| タカ目、フクロウ目、ネズミドリ目、オオブッポウソウ目、キヌバネドリ目、Picocoraciae（サイチョウ目、キツツキ目、ブッポウソウ目） \| |
|           | \| lineage 1 \| ノガンモドキ目、Eufalconimorphae（ハヤブサ目、オウム目、スズメ目） \| \| \| ノガンモドキ目、Eufalconimorphae（ハヤブサ目、オウム目、スズメ目） \| \| lineage 2 \| タカ目、フクロウ目、ネズミドリ目、オオブッポウソウ目、キヌバネドリ目、Picocoraciae（サイチョウ目、キツツキ目、ブッポウソウ目） \| \| \| タカ目、フクロウ目、ネズミドリ目、オオブッポウソウ目、キヌバネドリ目、Picocoraciae（サイチョウ目、キツツキ目、ブッポウソウ目） \| |
| lineage 3 | ノガン目、カッコウ目、ツル目、エボシドリ目、Aequornithes（アビ目、ペンギン目、ミズナギドリ目、コウノトリ目、ペリカン目） |
|           | ノガン目、カッコウ目、ツル目、エボシドリ目、Aequornithes（アビ目、ペンギン目、ミズナギドリ目、コウノトリ目、ペリカン目） |
| lineage 4 | チドリ目 |
|           | チドリ目 |
| lineage 1 | ノガンモドキ目、Eufalconimorphae（ハヤブサ目、オウム目、スズメ目） |
|           | ノガンモドキ目、Eufalconimorphae（ハヤブサ目、オウム目、スズメ目） |
| lineage 2 | タカ目、フクロウ目、ネズミドリ目、オオブッポウソウ目、キヌバネドリ目、Picocoraciae（サイチョウ目、キツツキ目、ブッポウソウ目） |
|           | タカ目、フクロウ目、ネズミドリ目、オオブッポウソウ目、キヌバネドリ目、Picocoraciae（サイチョウ目、キツツキ目、ブッポウソウ目） |

| lineage 1 | ノガンモドキ目、Eufalconimorphae（ハヤブサ目、オウム目、スズメ目）                                                             |
|           | ノガンモドキ目、Eufalconimorphae（ハヤブサ目、オウム目、スズメ目）                                                             |
| lineage 2 | タカ目、フクロウ目、ネズミドリ目、オオブッポウソウ目、キヌバネドリ目、Picocoraciae（サイチョウ目、キツツキ目、ブッポウソウ目） |
|           | タカ目、フクロウ目、ネズミドリ目、オオブッポウソウ目、キヌバネドリ目、Picocoraciae（サイチョウ目、キツツキ目、ブッポウソウ目） |

| lineage 5 | Strisores（ヨタカ目、アマツバメ目）                                                                              |
|           | Strisores（ヨタカ目、アマツバメ目）                                                                              |
| lineage 6 | Mirandornithes（カイツブリ目、フラミンゴ目）、ネッタイチョウ目、サケイ目、クイナモドキ目、ハト目、ジャノメドリ目 |
|           | Mirandornithes（カイツブリ目、フラミンゴ目）、ネッタイチョウ目、サケイ目、クイナモドキ目、ハト目、ジャノメドリ目 |

| landbirds | \| lineage 1 \| ノガンモドキ目、Eufalconimorphae（ハヤブサ目、オウム目、スズメ目） \| \| \| ノガンモドキ目、Eufalconimorphae（ハヤブサ目、オウム目、スズメ目） \| \| lineage 2 \| タカ目、フクロウ目、ネズミドリ目、オオブッポウソウ目、キヌバネドリ目、Picocoraciae（サイチョウ目、キツツキ目、ブッポウソウ目） \| \| \| タカ目、フクロウ目、ネズミドリ目、オオブッポウソウ目、キヌバネドリ目、Picocoraciae（サイチョウ目、キツツキ目、ブッポウソウ目） \| |
|           | \| lineage 1 \| ノガンモドキ目、Eufalconimorphae（ハヤブサ目、オウム目、スズメ目） \| \| \| ノガンモドキ目、Eufalconimorphae（ハヤブサ目、オウム目、スズメ目） \| \| lineage 2 \| タカ目、フクロウ目、ネズミドリ目、オオブッポウソウ目、キヌバネドリ目、Picocoraciae（サイチョウ目、キツツキ目、ブッポウソウ目） \| \| \| タカ目、フクロウ目、ネズミドリ目、オオブッポウソウ目、キヌバネドリ目、Picocoraciae（サイチョウ目、キツツキ目、ブッポウソウ目） \| |
| lineage 3 | ノガン目、カッコウ目、ツル目、エボシドリ目、Aequornithes（アビ目、ペンギン目、ミズナギドリ目、コウノトリ目、ペリカン目） |
|           | ノガン目、カッコウ目、ツル目、エボシドリ目、Aequornithes（アビ目、ペンギン目、ミズナギドリ目、コウノトリ目、ペリカン目） |
| lineage 4 | チドリ目 |
|           | チドリ目 |
| lineage 1 | ノガンモドキ目、Eufalconimorphae（ハヤブサ目、オウム目、スズメ目） |
|           | ノガンモドキ目、Eufalconimorphae（ハヤブサ目、オウム目、スズメ目） |
| lineage 2 | タカ目、フクロウ目、ネズミドリ目、オオブッポウソウ目、キヌバネドリ目、Picocoraciae（サイチョウ目、キツツキ目、ブッポウソウ目） |
|           | タカ目、フクロウ目、ネズミドリ目、オオブッポウソウ目、キヌバネドリ目、Picocoraciae（サイチョウ目、キツツキ目、ブッポウソウ目） |

| lineage 1 | ノガンモドキ目、Eufalconimorphae（ハヤブサ目、オウム目、スズメ目）                                                             |
|           | ノガンモドキ目、Eufalconimorphae（ハヤブサ目、オウム目、スズメ目）                                                             |
| lineage 2 | タカ目、フクロウ目、ネズミドリ目、オオブッポウソウ目、キヌバネドリ目、Picocoraciae（サイチョウ目、キツツキ目、ブッポウソウ目） |
|           | タカ目、フクロウ目、ネズミドリ目、オオブッポウソウ目、キヌバネドリ目、Picocoraciae（サイチョウ目、キツツキ目、ブッポウソウ目） |

しかしこれらの系統には異論もある。Mayr (2011)は、Metaves と Coronaves を支持する遺伝子がβフィブリノゲンのみであること、ツメバケイ目の系統位置が定まらないことから、これらの系統を否定した。彼は Noaves 内に5つ（新顎類内に6つ）の系統を認めた。これらを Ericson の系統名で表すと次のようになる。
|         | キジカモ類 |
|         | |
| Neoaves | \| \| landbirds (lineage 1 + 2)。 \| \| \| \| \| ? \| lineage 5（他の系統に含まれるかもしれない） \| \| \| lineage 5（他の系統に含まれるかもしれない） \| \| \| lineage 3 + 4 と、lineage 6 のうち次の2系統以外（この系統の単系統性は不確実） \| \| \| \| \| ? \| ジャノメドリ目（他の系統に含まれるかもしれない） \| \| \| ジャノメドリ目（他の系統に含まれるかもしれない） \| \| ? \| ハト目、サケイ目（他の系統に含まれるかもしれない） \| \| \| ハト目、サケイ目（他の系統に含まれるかもしれない） \| |
|         | \| \| landbirds (lineage 1 + 2)。 \| \| \| \| \| ? \| lineage 5（他の系統に含まれるかもしれない） \| \| \| lineage 5（他の系統に含まれるかもしれない） \| \| \| lineage 3 + 4 と、lineage 6 のうち次の2系統以外（この系統の単系統性は不確実） \| \| \| \| \| ? \| ジャノメドリ目（他の系統に含まれるかもしれない） \| \| \| ジャノメドリ目（他の系統に含まれるかもしれない） \| \| ? \| ハト目、サケイ目（他の系統に含まれるかもしれない） \| \| \| ハト目、サケイ目（他の系統に含まれるかもしれない） \| |
|         | landbirds (lineage 1 + 2)。 |
|         | |
| ?       | lineage 5（他の系統に含まれるかもしれない） |
|         | lineage 5（他の系統に含まれるかもしれない） |
|         | lineage 3 + 4 と、lineage 6 のうち次の2系統以外（この系統の単系統性は不確実） |
|         | |
| ?       | ジャノメドリ目（他の系統に含まれるかもしれない） |
|         | ジャノメドリ目（他の系統に含まれるかもしれない） |
| ?       | ハト目、サケイ目（他の系統に含まれるかもしれない） |
|         | ハト目、サケイ目（他の系統に含まれるかもしれない） |

|   | landbirds (lineage 1 + 2)。                                                   |
|   |                                                                               |
| ? | lineage 5（他の系統に含まれるかもしれない）                                   |
|   | lineage 5（他の系統に含まれるかもしれない）                                   |
|   | lineage 3 + 4 と、lineage 6 のうち次の2系統以外（この系統の単系統性は不確実） |
|   |                                                                               |
| ? | ジャノメドリ目（他の系統に含まれるかもしれない）                              |
|   | ジャノメドリ目（他の系統に含まれるかもしれない）                              |
| ? | ハト目、サケイ目（他の系統に含まれるかもしれない）                            |
|   | ハト目、サケイ目（他の系統に含まれるかもしれない）                            |

## 分類史
現生鳥類が古顎類と新顎類の2つに分かれることを指摘しそれぞれに命名したのは W. P. Pycraft (1900)である。
Bock (1982) は、新顎類のうちペンギン目を、その独自性から、新顎類から分離しペンギン上目 Impennes とした。しかし分子系統からは、ペンギン目は新顎類の内部系統 Aequornithes の一員であり、ペンギン上目は否定される。
1981年、Cracraft が、キジ目とカモ目が単系統をなすことを示した。そのことは分子系統でも確認され、Sibley et al. (1988)は新顎類をキジカモ類 Galloanserae と Neoaves に分けた。ただし、彼らが得た系統は ((古顎類 + キジカモ類) + Neoaves) であり、新顎類は単系統ではないと考え分類群として認めなかった。
Sibley et al. (1990) では、現在知られている系統と同じ (古顎類 + (キジカモ類 + Neoaves)) という系統が得られた。それに応じ分類も修正され、キジカモ類は Neoaves 内に移された。したがって、この Neoaves は新顎類と同じものである。日本語では定訳はなく、新顎下綱（彼らの分類では下綱に位置する）と呼ばれる。ただし現在、Neoaves という名は、Sibley et al. (1988) での「キジカモ類以外の新顎類」の意味で使われる。
Sibley et al. (1990) は、新顎類を6つの小綱に分けた。そのうち1つはキジカモ小綱だが、残りの5小綱を合わせた群、つまり現在の Neoaves に彼らは分類群を与えなかった。これらの分類は実際の系統を反映しておらず、複数の目からなるブッポウソウ小綱やスズメ小綱は単系統ではなかった。
| 小綱                      | 上目                            | 目                                     | 現在の分類 |
| ------------------------- | ------------------------------- | -------------------------------------- | --- |
| キジカモ小綱 Galloanserae | キジ上目 Gallomorphae           | ホウカンチョウ目、キジ目               | キジ目 |
| キジカモ小綱 Galloanserae | カモ上目 Anserimorphae          | カモ目                                 | カモ目 |
| ミフウズラ小綱 Turnicae   | ミフウズラ小綱 Turnicae         | ミフウズラ目                           | ミフウズラ科 |
| キツツキ小綱 Picae        | キツツキ小綱 Picae              | キツツキ目                             | キツツキ亜目 |
| ブッポウソウ小綱 Coraciae | キリハシ上目 Galbulimorphae     | キリハシ目                             | キリハシ亜目 |
| ブッポウソウ小綱 Coraciae | サイチョウ上目 Bucerotimorphae  | サイチョウ目、ヤツガシラ目             | サイチョウ目 |
| ブッポウソウ小綱 Coraciae | ブッポウソウ上目 Coraciimorphae | キヌバネドリ目、ブッポウソウ目         | キヌバネドリ目、ブッポウソウ目 |
| ネズミドリ小綱 Coliae     | ネズミドリ小綱 Coliae           | ネズミドリ目                           | ネズミドリ目 |
| スズメ小綱 Passerae       | カッコウ上目 Cuculimorphae      | カッコウ目                             | カッコウ目、ツメバケイ目 |
| スズメ小綱 Passerae       | オウム上目 Psittacimorphae      | オウム目                               | オウム目 |
| スズメ小綱 Passerae       | アマツバメ上目 Apodimorphae     | アマツバメ目、ハチドリ目               | ズクヨタカ科を除くアマツバメ目 |
| スズメ小綱 Passerae       | フクロウ上目 Strigimorphae      | エボシドリ目、フクロウ目               | エボシドリ目、フクロウ目、ヨタカ目、ズクヨタカ科 |
| スズメ小綱 Passerae       | スズメ上目 Passerimorphae       | ハト目、ツル目、コウノトリ目、スズメ目 | ハト目、ジャノメドリ目、ノガン目、ツル目、ノガンモドキ目、ジャノメドリ目、ツル目、サケイ目、チドリ目、タカ目、ハヤブサ目、カイツブリ目、ネッタイチョウ目、カツオドリ目、ペリカン目、フラミンゴ目、タカ目、コウノトリ目、ペンギン目、アビ目、ミズナギドリ目、スズメ目 |